# 托上帝洪恩
，是西方君主或貴族頭銜慣用開啟語，通常只見於貴族頭銜的全寫，往往在貴族的慣用名號的後面，完整的頭銜前面，如英國國王查理三世在英國和大部分非英聯邦王國境內的完整稱號是「查理三世，托上帝洪恩，大不列顛及北愛爾蘭聯合王國與其屬土及領地之國王，英联邦元首，（聖公會）信仰保衞者」。类似于中国明、清皇帝所用“奉天承运”。

## 歷史淵源
這個短語，往往見於基督教國家的君主頭銜上，往往被認為是君權神授說的象徵。但一般王室或保皇黨人士認為這是讚美上主的用語，其他人則往往認為這是君主強調其統治的法統。
類似的短語，至今被確認的最早使用者是波斯阿契美尼德帝國的君主大流士一世。他在位處伊朗西南部克爾曼沙汗省札格羅斯山的贝希斯敦铭文上刻上了下列文字：
大流士王曰：託上主洪恩，吾乃國王，上主賜吾治此國
自此之後，「託上主洪恩」的短語變成為波斯君主頭銜的一部分，而亞歷山大大帝征服波斯後，其繼承人將其帶至歐洲，被羅馬帝國歷任皇帝所採用。直至基督教被確立為羅馬帝國的國教後，便成就了今天「托上帝洪恩」這個片語。

## 當今各國語言中的「托上帝洪恩」
以下列出部分語言中「托上帝洪恩」的寫法，這些語言多是西方基督教國家所用，且這些國家曾經是或者現在仍然是君主制的國家。

### 日耳曼语族
- 荷蘭語： Bij de Gratie Gods
- 德語：Von Gottes Gnaden
- 丹麥語：Af Guds nåde
  - 1948年前的舊寫法：Af Guds Naade
- 瑞典語：Av Guds nåde
- 冰島語：Af Guðs náð

### 罗曼语族
- 拉丁語：Dei Gratia，其縮寫「D.G.」經常被用於各國語言的頭銜，作為「托上帝洪恩」的縮寫。
- 加泰隆尼亞語：Per la gràcia de Déu
- 法語：Par la Grâce de Dieu
- 義大利語：Per la grazia di Dio
- 葡萄牙語：Por graça de Deus 或 Pela graça de Deus
- 西班牙語：Por la Gracia de Dios
- 羅馬尼亞語：Din Mila lui Dumnezeu

### 東歐地區的語言
- 希臘語：Ελέω Θεού (Eleō Theou)
- 保加利亞語：Po bozija milost
- 克羅地亞語：Milošću Božjom或Božjom milošću
- 拉脫維亞語：ar Dieva žēlastību
- 立陶宛語： Dievo malone
- 波蘭語：Z Bożej łaski
- 俄語：Божиею милостью 或稱 Божиею поспешествующею милостию，簡稱Б.М
- 塞爾維亞語：Po milosti Božjoj
- 匈牙利語：Isten kegyelméből

### 合成用法
在特定的時間和空間，「托上帝洪恩」這一段語會加入另外一些元素，組成下列合成用法：
- 奥利弗·克伦威尔出任英吉利共和國護國公時的頭銜便以「託上帝與共和國的洪恩」，以示自己，上奉天命，下得民意。
- 塞爾維亞王國與其後的南斯拉夫王國，其君主頭銜啟首語也是類似——「託上帝與民意的洪恩」。

## 資料來源
- The Behistun inscription. （页面存档备份，存于）
- RoyalArk-  here Georgia （页面存档备份，存于）
- WorldStatesmen- see each present country （页面存档备份，存于）

1. 1 2  外交部. . 贵州省外事办. 国家元首。全称为“托上帝洪恩，大不列颠及北爱尔兰联合王国以及其他领土和属地的国王、英联邦元首、基督教的保护者查理三世”。[]